# Nicole Johnson Baker
Nicole Johnson Baker (Seminole, 9 gennaio 1974) è una modella statunitense, incoronata Miss America 1999.

## Biografia
Nicole Johnson inizia a partecipare ai concorsi di bellezza nel 1997 con Miss Florida USA, dove si classifica alla quarta posizione. Dopo essersi trasferita in Virginia, si classifica nella top ten di Miss Virginia 1997.
Il 29 giugno 1998 finalmente vince il titolo di Miss Virginia, e proprio in rappresentanza di questo stato partecipa a Miss America. A settembre, la Johnson diventa la seconda rappresentante della Virginia a vincere il titolo di Miss America.
Dopo la vittoria del titolo, la Johnson è diventata portavoce dell'associazione American Diabetes Association, della quale era attivista da tempo. A marzo 2005, Nicole Johnson conduce la trasmissione dLife, che tratta il tema del diabete, in onda su CNBC. Sull'argomento ha scritto la propria autobiografia, intitolata Living with Diabetes.
Nel 2003 ha sposato Nicole Johnson ha sposato il giornalista Scott Baker, dal quale nel 2006 ha avuto una figlia, Ava. La coppia ha divorziato nello stesso anno.